# Krzosowo
Krzosowo est un village de Pologne, située dans le gmina de Mrągowo, dans le powiat de Mrągowo, dans la voïvodie de Varmie-Mazurie. Faisant anciennement partie du village de Krzywe, il devient une colonie (pl) le 1er janvier 2024.